# Lista de membros titulares da Academia Brasileira de Ciências empossados em 1978
Esta lista contém os nomes dos membros titulares da Academia Brasileira de Ciências empossados em 1978.
| Imagem | Nome                    | Datas de nascimento e falecimento         | Local de nascimento       | Área de especialização | Alma mater | Data de posse       | Conhecido por                                                                                 | Referências |
| ------ | ----------------------- | ----------------------------------------- | ------------------------- | ---------------------- | ---------- | ------------------- | --------------------------------------------------------------------------------------------- | ----------- |
|        | Eloisa Biasotto Mano    | 24 de outubro de 1924 08 de junho de 2019 | Rio de Janeiro, RJ        | Ciências Químicas      | UFRJ       | 11 de abril de 1978 | Pioneira no estudo de polímeros no Brasil Idealizadora do Instituto de Macromoléculas da UFRJ | [ 2 ] [ 3 ] |
|        | Jorge Almeida Guimarães | 28 de janeiro de 1939                     | Campos dos Goitacases, RJ | Ciências Biomédicas    | UFRRJ      | 11 de abril de 1978 |                                                                                               |             |
|        | Walter Colli            | 24 de março de 1939                       |                           | Ciências Biomédicas    | USP        | 11 de abril de 1978 | Recebeu o prêmio Almirante Álvaro Alberto (2014).                                             | [ 4 ]       |